# Ершово (Шекснинский район)
Ершо́во — деревня в Шекснинском районе Вологодской области. Административный центр сельского поселения Ершовского и Ершовского сельсовета.
Расстояние до районного центра Шексны по автодороге — 25 км. Ближайшие населённые пункты — Льгово, Алексеево, Воркопь, Погорелка, Поддубье, Потанино.
По переписи 2002 года население — 246 человек (120 мужчин, 126 женщин). Преобладающая национальность — русские (98 %).

## Известные уроженцы
- Серебряков, Иван Иванович  (1895—1957) — советский военачальник, гвардии полковник.